# William Vaux, 3:e baron Vaux av Harrowden
William Vaux, 3:e baron Vaux av Harrowden, född före 14 augusti 1535, död 20 augusti 1595, var en engelsk adelsman. Han var son till Thomas Vaux, 2:e baron Vaux av Harrowden och Elizabeth Cheney och tog över titeln som baron Vaux av Harrowden från sin far i oktober 1556. 
Harrowden var romersk katolik och han bestraffades för detta upprepade gånger under Elisabet I:s regeringstid. Han fängslades i Fleetfängelset och stod inför rätta i Stjärnkammaren den 15 februari 1581, tillsammans med sin svåger sir Thomas Tresham. De dömdes för att ha hyst jesuiten Edmund Campion och Harrowden fängslades åter i Fleetfängelset och fick även böta £1 000.

## Familj
Harrowden gifte sig först med Elizabeth, dotter till John Beaumont av Grace Dieu, Leicester. Tillsammans fick de barnen:
- Henry.
- Eleanor, som gifte sig med Edward Brokesby.
- Elizabeth, som blev nunna.
- Anne.

Han gifte sig senare med Mary, dotter till John Tresham av Rushton, Northamptonshire. Tillsammans fick de barnen:
- George, som gifte sig med Elizabeth, dotter till Sir John Roper av Welle Place, Kent.
- William.
- Henry.
- Katherine, som gifte sig med först Sir Henry Nevill och sedan lord Bergavenny.
- Edward.
- Ambrose.
- Muriel, som gifte sig med George Foulshurst.